# Восьма дружина Синьої Бороди
«Восьма дружина Синьої Бороди» (англ. Bluebeard's Eighth Wife) — американська комедійна мелодрама кінорежисера Сема Вуда 1923 року.

## У ролях
- Глорія Свенсон — Мона де Брайс
- Гантлі Гордон — Джон Брендон
- Чарльз Грин — Роберт
- Лінн Селвор — Люсьєн
- Пауль Вайгель — маркіз де Брайс
- Френк Батлер — лорд Генрі Севілья
- Роберт Егнью — Альберт де Марсо
- Ірен Далтон — Аліса Джордж
- Мейджел Коулмен
- Таїс Вальдемар